# Klogrusmossa
Klogrusmossa (Ditrichum heteromallum) är en bladmossart som beskrevs av Nathaniel Lord Britton 1913. Klogrusmossa ingår i släktet grusmossor, och familjen Ditrichaceae. Arten är reproducerande i Sverige. Inga underarter finns listade i Catalogue of Life.